# Tan Kin Lian
Tan Kin Lian (chinês: 陈钦亮, pinyin: Chén Qīnliàng, nascido em 9 de março de 1948) é o ex-CEO da NTUC Income. Deixou o cargo em abril de 2007, suas atividades incluíram comícios para investidores da Lehman Brothers, que perderam dinheiro e querem indenização. e a criação da FISCA, uma organização para ensinar às pessoas como investir dinheiro com segurança a longo prazo. Em 2008, anunciou que se as pessoas quisessem ele estaria disposto a concorrer a presidente da Singapura em 2011.

## Primeiros anos
Tan Kin Lian nasceu em uma família pobre, foi o segundo irmão mais velho da família, de um total de cinco crianças. Seu pai operava um pequeno barco para transporte de pescado das Ilhas Riau para Singapura. Sua família ficou em quartos alugado e teve que se mudar de residência de tempo em tempo. Ele estudou na Raffles Institution, ficando em segundo lugar em uma prova realizada pela escola. Apesar disso, ele teve que parar sua educação formal cedo e encontrar um emprego para sustentar financeiramente sua família. Enquanto trabalhava em tempo integral, também estudava, trabalhando em tempo integral e estudando á noite durante dez anos.

## Carreira como empresário

### Presidente e CEO da Renda NTUC
Tornou-se gerente-geral da Renda NTUC Insurance Co-Operative, em 1977, com 29 anos de idade, e permaneceu nessa posição até abril de 2007. Durante a sua liderança, a empresa teve crescimento recorde, no início de sua presidência a empresa tinha US$ 40 milhões em ativos, isso em 1977, já em 2007 a empresa passou a ter  mais de US$ 17 bilhões em ativos e mais de um milhão de apólices em 2007.

### Outras atividades empresariais
Em 2007, mencionou tinha mais de 60 diretorias e outros compromissos empresariais. Destes, o mais notável é a presidência da International Co-operative & Mutual Insurance Federation (1992-1997), uma organização internacional que na época representavam 123 grupos de seguros em 65 países, empregando 260.000 pessoas. Os ativos totais dos membros desta federação internacional totalizaram US$ 1,5 trilhões.

## Carreira política
Foi membro do Partido de Ação Popular durante 30 anos, mas deixou o partido em 2008. Nos primeiros 10 anos de afiliação, Lian foi ativo, deixando de ser ativo no partido durante os últimos 20 anos.
De acordo com Lian, foi convidado a concorrer para o parlamento por duas vezes, em 1979 e 1985. Ele recusou ambas devido a seus compromissos de trabalho e também porque não concordava com a direção da política do partido.

### Consultor financeiro
Após sua saída da Renda NTUC em 2007, Lian começou a ser consultor financeiro, postando seus concelhos em seu blog, e estabeleceu a Financial Service Consumer Association (FISCA) que ensina as pessoas a investirem seu dinheiro com segurança a longo prazo. Durante a crise financeira de 2008, ele organizou comícios para pessoas que perderam seu dinheiro na Lehman Brothers. Os comícios resultou em uma petição ao governo de Singapura, assinado por 983 investidores.

### Eleição presidencial de 2011
Em 7 de junho de 2011 Tan Kin Lian confirmou que estaria disputando a presidência. Depois disso, prometeu doar uma parte significativa do salário do presidente de Singapura - que é de 4 milhões de dólares - para uma instituição de caridade.
Em 7 de Julho de 2011, ele apresentou sua candidatura.

## Vida pessoal
Tan Kin Lian é casado com a Tay Siew Hong e tem duas filhas, um filho e duas netas. Ele gosta de fazer puzzles (como Sudoku, Logic9, Shape e Quiz) e jogos online (Vida em Família, Simulação de Negócios) que estimulam a capacidade criativa e ensinar gestão de riscos. Apesar de ter um carro, prefere viajar em transportes públicos.

## Prêmios recebidos
- O Amigo do Trabalho em maio 1978
- A Medalha de Serviço Público em agosto de 1983
- A Medalha de Rochdale em Julho de 1992
- A Personalidade Financeira do ano em agosto de 2000
- O Prêmio Internacional de Gestão
- O Prêmio Leading CEO em junho de 2005